# Topaz (букмекер)
Topaz — єдина букмекерська контора Азербайджану.

## Історія
Компанію створено 8 січня 2011 року, це сталося після скасування 13-річної заборони на прийом ставок. Того ж року компанія відкрила 500-те відділення.
У компанії працює понад 1000 працівників. Прийом ставок відбувається у понад 500 ліцензованих пунктів, включаючи ставки по телефону та через Інтернет.
2014 року бренд було визнано одним із найпопулярніших в Азербайджані.

## Спонсорство
- 2012 — Прем'єр-ліга Азербайджану[6][7]
- 2019 — сезон Прем'єр-ліги Азербайджану 2019/2020[8]

## Критика
У березні 2013 року меджліс Азербайджану розкритикував компанію за негативний вплив на молодь, але міністр молоді та спорту Азад Рагімов підтримав компанію, посилаючись на її підтримку спорту.